# هيلين دينغكام
هيلين دينغكام (بالإنجليزية: Helen Dingman)‏ هي عاملة اجتماعية أمريكية، ولدت في 5 فبراير 1885 في سبرينغ فالي في الولايات المتحدة، وتوفيت في 22 أبريل 1978 في بيريا في الولايات المتحدة.